# Hege Storhaug
Hege Storhaug (født 21. maj 1962) er en norsk politisk aktivist og forfatter. Siden 1990'erne har hun været kendt for sin kritik af religionen islam. Hun arbejdede tidligere kort som journalist, inden hun blev involveret i anti-immigrationsaktivisme. Hun driver den lille anti-immigrationsorganisation Human Rights Service med sin partner og har titlen Informationsdirektør i organisationen. I 2015 udgav hun bogen Islam, den 11. landeplage, der hævdede, at Islam er en "pest". Forskere og kommentatorer har beskrevet hendes synspunkter som højreekstreme og islamofobe.
Tidligere var hun en en aktiv volleyballspiller og er en certificeret atletisk træner med en kandidatgrad fra Norwegian School of Sports Sciences og har fremhævet spiseforstyrrelser blandt kvindelige atleter. Hun har spillet på det norske kvindelandsland for volleyball og trænet og spillet på hold, der har vundet det norske nationale mesterskab.

## Sport og det tidlige liv
Storhaug blev født i Arendal og voksede op på øen Hisøya i Hisøy kommune. Hun var en aktiv volleyballspiller i sin ungdom og vandt det norske mesterskab som en del af holdet Hisøy IL, da hun var fjorten og seksten år gammel. Da hun var seksten år, debuterede hun på juniorlandsholdet såvel som seniorlandsholdet.
Hun startede sin uddannelse på en norsk skole for sportsvidenskab i 1984 og dimitterede som certificeret træner i 1987. Fra 1986 til 1987 studerede hun sundhed og sportsbiologi og skrev et papir baseret på hendes kortlægning af omfanget af spiseforstyrrelser blandt kvindelige atleter. Det var den første af den slags kortlægninger i Norge, og det bragte stor opmærksomhed, herunder at være på side 1 i avisen Dagbladet  Hun talte i medierne om sin egen spiseforstyrrelse som ung atlet, hvilket førte til stor offentlig debat om problemet i Norge. I kølvandet på dette var hun medstifter af en interessegruppe for kvinder med spiseforstyrrelser og fungerede som presse- og informationsdirektør for organisationen fra 1987 til 1990.
I 1990 deltog Storhaug i et falsk ægteskab med sin daværende kvindelige kæreste som en protest uden for det norske parlamentsbygning. Hun er i dag gift.

## Journalistik
Storhaug arbejdede som journalist for den venstreorienterede avis Klassekampen fra 1989 til 1990. Hun afsluttede en grad i journalistik ved Norwegian School of Journalism i 1992, hvorefter hun arbejdede som freelancejournalist. En af hendes tidligste journalistiske indsatser for Dagbladet i 1992 var den første rapport i Norge om tvangsægteskaber mellem unge muslimske kvinder. Før hun arbejdede med historien, holdt hun sig til venstreorienterede anti-racistiske overbevisninger og var chokeret over hendes fund. Rapporten førte igen til vedtagelse af en lov, der forbyder tvangsægteskaber i Norge. For at fordybe sig yderligere i sin forskning af emnet, boede hun i Pakistan i to år i midten af 1990'erne og skrev en bog om sin oplevelse. Fra 2015 har hun besøgt Pakistan sytten gange og har flere af sine nærmeste venner der.
Efter udgivelsen af sin bog Hellig tvang i 1998 havde Storhaug en førende rolle i produktionen af to dokumentarfilm til Rikets tilstand og TV 2 Norge, der blev sendt i oktober 1999 om tvangsægteskaber og æresdrab i Norge. Dokumentaren havde stor indflydelse på den norske samfundsdebat. Storhaugs næste dokumentarfilm afslørede, at piger i Norge blev udsat for kvindelig kønslemlæstelse, og at imamer i landet støttede denne praksis. Programmet, der blev sendt på TV 2 Norge i oktober 2000, forårsagede et betydeligt oprør, ikke mindst fordi imamer, der fordømte denne praksis i interviews, blev fanget på skjulte kameraer, der åbent udtrykte deres godkendelse og opmuntring til proceduren. I 2002 udgav Storhaug en rapport, der beskrev ni sandsynlige æresdrab, der havde fundet sted i Norge i 2001.

## Kamp for menneskerettigheder
I 2002 var Storhaug involveret i en dokumentarfilm Barnebruder - en ulykkelig historie for den statsejede tv-kanal NRK, der afslørede omfanget af børnebrude, der kom til Norge. Samme år var hun medstifter og begyndte som informationsdirektør for stiftelsen Human Rights Service (HRS). Storhaug blev senere, i 2004, beskyldt for at have udøvet unødigt pres på de piger, hun havde arbejdet med for sine dokumentarfilm. Blandt dem, der har rost Storhaug og HRS's arbejde, er Ayaan Hirsi Ali, som i den første artikel, hun offentliggjorde som en stipendiat fra American Enterprise Institute, skrev at mens de fleste ikke-statslige organisationer i Europa "er pinligt tavse" om kampen for menneskerettigheder for muslimske kvinder og piger, "er der en i Norge, der lægger mærke til problemerne, Human Rights Service, der drives af en modig, beslutsom kvinde, Hege Storhaug."
Storhaugs bog fra 2006 But the Greatest of These Is Freedom: On the Consequences of Immigration (titlen på den senere engelske version) blev rost af flere kritikere og vandt Sydnorges Litteraturpris. Imidlertid blev der kun afgivet 929 stemmer, og der var fem bøger nomineret til prisen. Som en højt profileret deltager i mediedebatter om tvangsægteskab, æresdrab, kønslemlæstelse, islam og spørgsmål vedrørende den kulturelle indflydelse og økonomiske bæredygtighed ved storstilet indvandring, ledte hendes forskning og åbenhed hende til at blive en mere og mere kontroversiel figur i det norske samfund.
I 2007 blev Storhaug angrebet uden for sit eget hjem og slået bevidstløs med slag i hovedet af en ukendt gerningsmand. Hun gik ikke ud med historien før 2010, idet hun oprindeligt ville holde den privat og frygtede, at den kunne skræmme ligesindede aktivister, indtil hun skiftede mening efter et angreb mod den danske tegner Kurt Westergaard, som blev angrebet for sin rolle i Muhammedkrisen.
Hendes bog Islam, den 11. landeplage blev en bestseller i Norge i løbet af efteråret 2015 og solgte 20.000 eksemplarer i sin første måned med adskillige nye udgaver, på trods af, at den var selvudgivet og fik lidt eller ingen mediedækning. Samme år førte hun en onlineafstemning til "Årets navn"-prisen for avisen Verdens Gang med stor margin, men undlod at vinde prisen efter en endelig selektiv meningsmåling. Enkelte, inklusive Gunnar Stavrum og Kjetil Rolness kritiserede udvælgelsesprocessen for avisen, især at de endelige resultater ikke blev offentliggjort og en mindre gunstig præsentation af Storhaug i afstemningen. I februar 2016 havde bogen dog solgt næsten 50.000 eksemplarer.
Storhaug er blevet beskrevet som en førende islamofob og højreekstrem stemme i Norge. Hun er ligeledes blevet beskyldt for at promovere konspirationsteorier mod muslimer.

## Udgivne bøger
- 1990: Når følelser blir mat. Kvinner og spiseforstyrrelser (with Karin Christensen). Aschehoug. ISBN 9788203162367
- 1996: Mashallah. En reise blant kvinner i Pakistan. Aschehoug. ISBN 9788203261152ISBN 9788203261152
- 1998: Hellig tvang. Unge norske muslimer om kjærlighet og ekteskap. Aschehoug. ISBN 9788203223211ISBN 9788203223211
- 2003: Feminin integrering. Utfordringer i et fleretnisk samfunn. Kolofon. ISBN 9788230000397ISBN 9788230000397
  - 2003: Human Visas: A Report from the Front Lines of Europe’s Integration Crisis (English translation by Bruce Bawer). Kolofon. ISBN 9788230000496ISBN 9788230000496
- 2006: Men størst av alt er friheten. Om innvandringens konsekvenser. Kagge. ISBN 9788248906551ISBN 9788248906551
  - 2011: But the Greatest of These is Freedom: The Consequences of Immigration in Europe (revised and updated English version). ISBN 9781456452872ISBN 9781456452872
- 2007: Tilslørt. Avslørt. Et oppgjør med norsk naivisme. Kagge. ISBN 9788248907404ISBN 9788248907404
- 2008: Jeg er Mia (with Mia Gundersen). Aschehoug. ISBN 9788203291449ISBN 9788203291449
- 2009: Rundlurt. Om innvandring og islam i Norge. Kagge. ISBN 9788248908920ISBN 9788248908920
- 2015: Islam, den 11. landeplage. Kolofon. ISBN 9788230013458ISBN 9788230013458

## Priser
- Chefforsker for dokumentaren Rikets tilstand: Norske jenter omskjæres, der vandt et SKUP-eksamensbevis (2000) og Gullruten (2001)[13][28]
- Sørlandets litteraturpris (2007) for hendes bog Men størst av alt er friheten[19]